# Rolf Broström
Rolf Teodor Broström, född den 19 oktober 1911 i Ramsjö församling, Gävleborgs län, död den 5 juli 2009 i Umeå, var en svensk ämbetsman.
Broström avlade studentexamen i Umeå 1929 och juris kandidatexamen vid Stockholms högskola 1936. Han genomförde tingstjänstgöring i Västerbottens västra domsaga 1936–1939. Broström blev extra länsbokhållare i Västerbottens län 1939, extra ordinarie länsbokhållare där 1942, extra ordinarie taxeringsinspektör 1944, andre länsbokhållare 1945, ordinarie taxeringsinspektör  samma år, förste länsbokhållare 1946, länsassessor 1950, biträdande taxeringsintendent i Norrbottens län 1956, tillförordnad taxeringsintendent i Kronobergs län 1958 och ordinarie taxeringsintendent i Kristianstads län 1959. Han var landskamrerare i Norrbottens län 1965–1971 och länsråd där 1971–1977. Broström blev riddare av Nordstjärneorden 1963 och kommendör av samma orden 1971. Han vilar på Nederluleå kyrkogård.